# Tsuneo Tomita
Tsuneo Tomita,  (富田常雄?, Tsuneo Tomita) (Tokyo, 1º gennaio 1904 – 16 ottobre 1967), è stato uno scrittore giapponese.

## Biografia
Tsuneo Tomita, figlio di Tsunejirō Tomita noto come primo allievo di judo di Kanō Jigorō, si laurea in economia all'Università Meiji. Nel 1937 scrive il suo primo romanzo , il successo arriverà nel 1942 con Sugata Sanshirō . Nel dopoguerra con Omote (面?, ) e Irezumi (刺青?) vince il Premio Naoki.
La sua opera più celebre viene trasposta in Sugata Sanshirō un film del 1943, diretto da Akira Kurosawa. Seguirà un sequel nel 1945 Zoku Sugata Sanshirō e 6 remake tra il 1955 e il 1977.
Molte altre sue opere forniranno il soggetto a pellicole (come Bara no kōdōkan) o a sceneggiati televisivi di grande popolarità.